# Coupe d'Europe des clubs champions de hockey sur glace 2008
Navigation
Coupe d'Europe des clubs champions 2007 Ligue des Champions 2008-2009
La quatrième Coupe d'Europe des clubs champions de hockey sur glace 2008 a eu lieu à Saint-Pétersbourg du 10 au 13 janvier 2008. Les matchs se sont joués dans la patinoire du Palais de glace.

## Équipes participantes
Les équipes invitées sont les vainqueurs des championnats des six meilleures nations européennes au classement IIHF. Les équipes sont divisées en deux poules de trois équipes.
Division Ragouline
- Metallourg Magnitogorsk (Russie),
- HC Slovan Bratislava (Slovaquie),
- MODO hockey (Suède)

Division Hlinka
- Kärpät Oulu (Finlande),
- HC Davos (Suisse),
- HC Sparta Prague (République tchèque)

## Division Ragouline

### Matchs
| 10 janvier 16h30 | Metallourg Magnitogorsk | 3-0 (2-0, 1-0, 0-0) | MODO hockey |  |

| Feuille de match | Feuille de match                                         | Feuille de match | Feuille de match | Feuille de match |
| ---------------- | -------------------------------------------------------- | ---------------- | ---------------- | ---------------- |
|                  | I. Mirnov (8:51) N. Kouliomine (16:49) J. Kudrna (38:00) |                  |                  |                  |
|                  |                                                          |                  |                  |                  |
|                  |                                                          |                  |                  |                  |
|                  |                                                          |                  |                  |                  |

| 11 janvier 16h30 | MODO hockey | 1-4 (1-0, 0-3, 0-1) | HC Slovan Bratislava |  |

| Feuille de match | Feuille de match    | Feuille de match | Feuille de match                                                       | Feuille de match |
| ---------------- | ------------------- | ---------------- | ---------------------------------------------------------------------- | ---------------- |
|                  | M. Wernblom (10:53) |                  | D. Devečka (22:14) M. Hujsa (22:46) M. Hreus (24:01) M. Sersen (51:07) |                  |
|                  |                     |                  |                                                                        |                  |
|                  |                     |                  |                                                                        |                  |
|                  |                     |                  |                                                                        |                  |

| 12 janvier 16h30 | HC Slovan Bratislava | 1-2 (TB) (1-0, 0-0, 0-1, 0-0, 0-1) | Metallourg Magnitogorsk |  |

| Feuille de match | Feuille de match | Feuille de match | Feuille de match                           | Feuille de match |
| ---------------- | ---------------- | ---------------- | ------------------------------------------ | ---------------- |
|                  | M. Uram (17:24)  |                  | I. Koroliov (48:51) A. Kaïgorodov (t.a.b.) |                  |
|                  |                  |                  |                                            |                  |
|                  |                  |                  |                                            |                  |
|                  |                  |                  |                                            |                  |

### Classements
| Rg | Équipe                  | Joué | V | Vp | Dp | D | Bp | Bc | Diff | Pts |
| -- | ----------------------- | ---- | - | -- | -- | - | -- | -- | ---- | --- |
| 1. | Metallourg Magnitogorsk | 2    | 1 | 1  | 0  | 0 | 5  | 1  | +4   | 5   |
| 2. | HC Slovan Bratislava    | 2    | 1 | 0  | 1  | 0 | 5  | 3  | +2   | 4   |
| 3. | MODO Hockey             | 2    | 0 | 0  | 0  | 2 | 1  | 7  | -6   | 0   |

## Division Hlinka

### Matchs
Calendrier
| 10 janvier 13h00 | Kärpät Oulu | 3-5 (0-2, 1-2, 2-1) | HC Sparta Prague |  |

| Feuille de match | Feuille de match                                   | Feuille de match | Feuille de match                                                                          | Feuille de match |
| ---------------- | -------------------------------------------------- | ---------------- | ----------------------------------------------------------------------------------------- | ---------------- |
|                  | J. Pesonen (30:03) M. Broš (42:34) M. Broš (59:29) |                  | P. Ton (4:10) T. Melichárek (17:58) J. Langhammer (24:50) T. Netík (32:26) P. Ton (50:25) |                  |
|                  |                                                    |                  |                                                                                           |                  |
|                  |                                                    |                  |                                                                                           |                  |
|                  |                                                    |                  |                                                                                           |                  |

| 11 janvier 13h00 | HC Sparta Prague | 6-4 (1-2, 3-1, 2-1) | HC Davos |  |

| Feuille de match | Feuille de match                                                                                             | Feuille de match | Feuille de match                                                            | Feuille de match |
| ---------------- | --- | ---------------- | --------------------------------------------------------------------------- | ---------------- |
|                  | T. Netík (6:31) M. Štrba (29:00) J. Vykoukal (30:31) T. Netík (34:56) T. Netík (40:53) T. Melichárek (59:36) |                  | M. Maneluk (0:41) J. Marha (13:17) D. Wieser (38:20) S. Helfenstein (52:32) |                  |
|                  | |                  |                                                                             |                  |
|                  | |                  |                                                                             |                  |
|                  | |                  |                                                                             |                  |

| 12 janvier 13h00 | HC Davos | 1-6 (0-1, 1-3, 0-2) | Kärpät Oulu |  |

| Feuille de match | Feuille de match  | Feuille de match | Feuille de match | Feuille de match |
| ---------------- | ----------------- | ---------------- | --- | ---------------- |
|                  | A. Daigle (33:07) |                  | T. Normio (6:30) J. Pesonen (23:24) J. Pesonen (28:54) A. Aarnio (37:48) T. Paakkolanvaara (44:41) J. Novák (58:15) |                  |
|                  |                   |                  | |                  |
|                  |                   |                  | |                  |
|                  |                   |                  | |                  |

### Classements
| Rg | Équipe           | Joué | V | Vp | Dp | D | Bp | Bc | Diff | Pts |
| -- | ---------------- | ---- | - | -- | -- | - | -- | -- | ---- | --- |
| 1. | HC Sparta Prague | 2    | 2 | 0  | 0  | 0 | 11 | 7  | +4   | 6   |
| 2. | Kärpät Oulu      | 2    | 1 | 0  | 0  | 1 | 9  | 6  | +3   | 3   |
| 3. | HC Davos         | 2    | 0 | 0  | 0  | 2 | 5  | 12 | -7   | 0   |

## Finale
| 13 janvier 16h30 | HC Sparta Prague | 2-5 | Metallourg Magnitogorsk |  |

| Feuille de match | Feuille de match                        | Feuille de match | Feuille de match                                                                           | Feuille de match |
| ---------------- | --------------------------------------- | ---------------- | ------------------------------------------------------------------------------------------ | ---------------- |
|                  | M. Podlešák (19:21) J. Vykoukal (30:02) |                  | J. Marek (2:58) J. Marek (26:19) I. Mirnov (38:36) I. Mirnov (58:34) A. Kaigorodov (59:03) |                  |
|                  |                                         |                  |                                                                                            |                  |
|                  |                                         |                  |                                                                                            |                  |
|                  |                                         |                  |                                                                                            |                  |

## Bilan

### Meilleurs joueurs
Meilleur joueurs du tournoi choisis par la direction du tournoi :
- Meilleur gardien :  Sasu Hovi - Slovan Bratislava
- Meilleur défenseur : Vitali Atiouchov - Metallourg Magnitogorsk
- Meilleur attaquant : Tomas Netik - Sparta Prague
- Joueur le plus utile (MVP) : Vitali Atiouchov - Metallourg Magnitogorsk

### Vainqueurs
| Vainqueur Coupe d'Europe des clubs champions HK Metallourg Magnitogorsk | Gardiens de but : Andreï Mezine, Travis Scott Défenseurs : Vitali Atiouchov, Ievgueni Birioukov, Vladislav Bouline, Vladimir Malenkikh, Ivan Savine, Aleksandr Selouïanov, Martin Štrbák, Ievgueni Varlamov Attaquants : Iouri Babenko, Ievgueni Fiodorov (en), Ievgueni Gladskikh, Ravil Gousmanov, Alekseï Kaïgorodov, Igor Koroliov, Jaroslav Kudrna, Nikolaï Kouliomine, Jan Marek, Igor Mirnov, Denis Platonov, Sergueï Sevostianov Entraîneur : Valeri Postnikov |